# Distriktsrabbinat Sulzbürg
Das Distriktsrabbinat Sulzbürg entstand 1823 nach den Vorschriften des bayerischen Judenedikts von 1813 in Sulzbürg, einem Ortsteil von Mühlhausen im nördlichen Bayern. 
Im Jahr 1911 wurde der Sitz des Distriktsrabbinats Sulzbürg nach Neumarkt in der Oberpfalz verlegt und 1931 wurde es mit dem Regensburger Distriktsrabbinat vereinigt zum Rabbinatsbezirk Regensburg-Neumarkt. Der damalige Distriktsrabbiner Weinberg zog jeweils nach Neumarkt und Regensburg.

## Aufgaben
Die Aufgaben umfassten Beratungen über Schulangelegenheiten, die Verwaltung von Stiftungen und die Verteilung von Almosen. Zur Finanzierung der Distriktsrabbinate wurden Umlagen von den einzelnen jüdischen Gemeinden bezahlt.

## Gemeinden des Distriktsrabbinats
- Jüdische Gemeinde Neumarkt in der Oberpfalz (ab 1868)
- Jüdische Gemeinde Sulzbürg
- Jüdische Gemeinde Thalmässing (seit 1850/51)

## Distriktsrabbiner
- 1813 bis 1850: Ruben Weil
- 1851 bis 1894: Mayer Löwenmayer (gest. 1894), seit 1837 Rabbinats-Adjunkt in Sulzbürg; von 1860 bis 1882 auch für die Juden in Regensburg zuständig[1]
- 1895 bis 1935: Magnus Weinberg (* 1867; gest. 12. Februar 1943 in Theresienstadt), nach 1935 Ruhestand und dann Rabbiner im Distriktsrabbinats Würzburg.
- nach 1935: Falk Salomon (Sitz in Regensburg)